# Międzynarodowa Unia Nauk Radiowych
Międzynarodowa Unia Nauk Radiowych (fr. Union Radio-Scientifique Internationale, URSI; ang. International Union of Radio Science) – międzynarodowa organizacja inicjująca i koordynująca prace naukowe w dziedzinie nauk radiowych (dotyczących pól i fal elektromagnetycznych); wchodzi w skład Międzynarodowej Rady Nauki (ICSU – International Council for Science).

## Historia

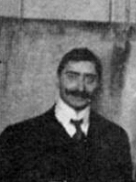
Robert Goldschmidt (1911 r.)

Za początek historii URSI uważa się działania, podejmowane w Belgii w początkowym okresie rozwoju radiokomunikacji, za czasów panowania Leopolda II i Alberta I. Dotyczyły one poszukiwań możliwości zapewnienia radiowej łączności w Kongo Belgijskim. Pierwsze połączenie radiowe w Kongo oraz między Kongo i Belgią powstało w roku 1911, dzięki Robertowi Goldschmidtowi (dr chemii, bankier, wynalazca). Goldschmidt stwierdził potrzebę szerokiego międzynarodowego porozumienia w sprawie rozwoju radia. W październiku 1913 r. zorganizowano w pałacu królewskim w Laken (Bruksela) spotkanie dziewięciu przedstawicieli siedmiu państw. Powołano międzynarodową komisję, Commission provisoire internationale de télégraphie sans fil scientifique, której honorowym przewodniczącym został Albert I; w kwietniu następnego roku zmieniono jej nazwę na Commission internationale de télégraphie sans fil scientifique; uzgodniono pierwszy międzynarodowy program badawczy, realizowany w trzech komitetach narodowych – belgijskim, francuskim i angielskim. W 1919 r. weszła w skład utworzonego po I wojnie światowej International Research Council (później – Międzynarodowa Rada Nauki, ICSU).

## Struktura organizacyjna
W roku 1922, na pierwszym Zgromadzeniu Generalnym URSI w Brukseli, przyjęto zasady organizacyjne – wyodrębniono komisje naukowe; ustalono, że członkami URSI będą komitety narodowe. Kolejne Zgromadzenia Generalne odbywają się w różnych miastach co 3 lata (np. w roku 1972 – w Warszawie). W czasie Zgromadzeń obraduje Rada Unii (ang. URSI Council), w której poszczególne państwa są reprezentowane przez Komitety, powoływane przy narodowych Akademiach Nauk (lub równorzędnych organizacjach). Rada Unii wybiera władze (Board of Offcers): prezydenta, czterech wiceprezydentów i sekretarza generalnego (w latach 1919–1935 sekretarzem generalnym był R. Goldschmidt). W skład Board of Offcers wchodzi też dotychczasowy prezydent. Pomiędzy Zgromadzeniami organizacją zarządza sekretarz generalny i sekretariat, urzędujący w Gandawie.

## Komisje Naukowe
Działalność naukowa Unii jest prowadzona w komisjach, zajmujących się mniejszymi obszarami nauki. W skład każdej komisji wchodzą przedstawiciele wszystkich komitetów narodowych. Światowi przewodniczący i wiceprzewodniczący Komisji są wybierani na 3 lata przez przedstawicieli komitetów narodowych w czasie Zgromadzenia Generalnego. W czasie Zgromadzenia jest też przyjmowany program badań.
W URSI działają Komisje Naukowe:
- Komisja A: Metrologii Elektromagnetycznej (ang. Electromagnetic Metrology)
- Komisja B: Fal i pól elektromagnetycznych (ang. Fields and Waves)
- Komisja C: Sygnałów i Systemów (ang. Signals and Systems)
- Komisja D: Elektroniki i fotoniki (ang. Electronics and Photonics)
- Komisja E: Szumów i zakłóceń elektromagnetycznych (ang. Electromagnetic Noise and Interference)
- Komisja F: Propagacji fal i teledetekcji (ang. Wave Propagation and Remote Sensing)
- Komisja G: Propagacji fal radiowych w jonosferze (ang. Ionospheric Radio and Propagation)
- Komisja H: Fale w plazmie (ang. Waves in Plasmas)
- Komisja J: Radioastronomii (ang. Radio Astronomy)
- Komisja K: Elektromagnetyzm w biologii i medycynie (ang. Electromagnetics in Biology and Medicine)

## Nagrody przyznawane przez URSI
- The Balthasar Van der Pol Gold Medal
- The John Howard Dellinger Gold Medal
- The Appleton Prize
- The Booker Gold Medal
- The Issac Koga Gold Medal

## Polacy we władzach URSI
Wiceprezydentami URSI byli polscy naukowcy:
- 1966–1972 – Janusz Groszkowski,
- 1978–1984 – Adam Smoliński[3],
- 1999–2005 – Andrzej Wernik[4],

Funkcję Światowego Przewodniczącego Komisji Naukowej URSI pełnili:
- 1975–1977 – Adam Smoliński (Komisja D),
- 1984–1986 – Stefan Hahn (Komisja A)[5],
- 1990–1992 – Andrzej Wernik (Komisja G).